# 1790

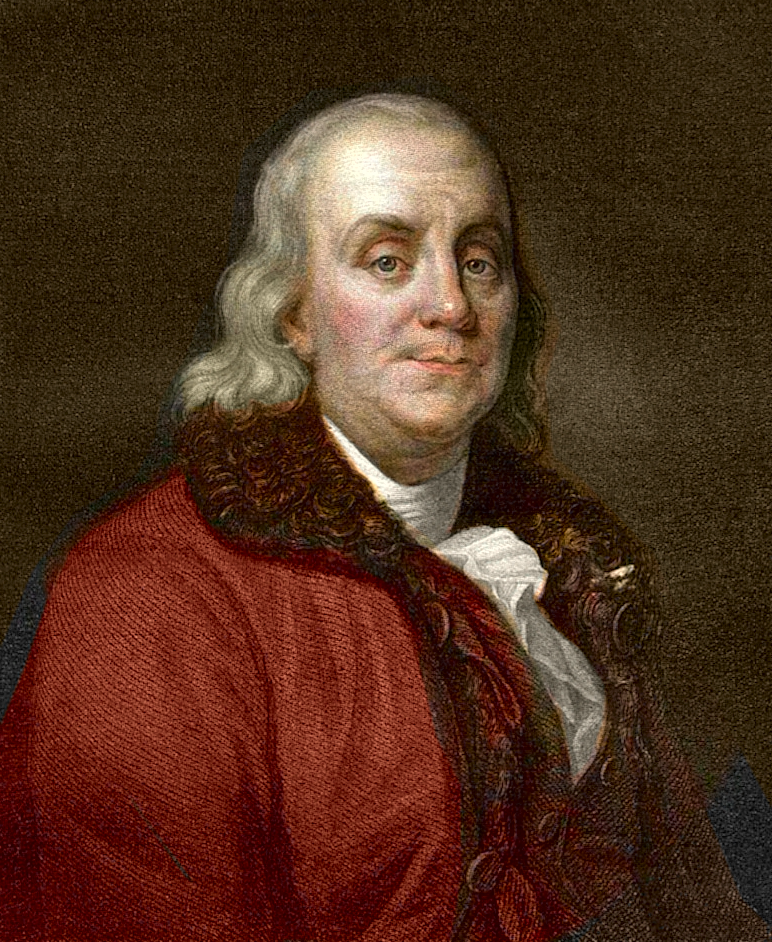
Benjamin Franklin

Het jaar 1790 is het 90e jaar in de 18e eeuw volgens de christelijke jaartelling.

## Gebeurtenissen
januari
- 8 - George Washington houdt de eerste State of the Union.
- 11 - De Verenigde Nederlandse Staten ontstaan na de Brabantse Omwenteling.
- 18 - Negen muiters van het Engelse schip de HMS Bounty landen, samen met zes meegebrachte Tahitiaanse mannen en twaalf Tahitiaanse vrouwen, op het onbewoonde eiland Pitcairn.

februari
- 27 - De classicus Wassenbergh richt zich tot curatoren van de Franeker Academie, met het verzoek om een college in de Nederlandse taal- en letterkunde te mogen geven. Hij vindt dat de ‘beschaafde kennis onser moederspraake’ onder de studenten te wensen overlaat. De curatoren reageren positief op dit verzoek en vinden het een goed idee om de jonge studenten kennis te laten nemen van hun moedertaal.

maart
- 4 - Het Revolutionaire Bewind in Frankrijk voert een rigoureuze herindeling in van het land in 83 departementen.
- 8 - De Staten van Limburg en Overmaas sluiten zich aan bij de Verenigde Nederlandse Staten in hun opstand tegen de landsheer, de keizer van Oostenrijk.
- 14 - Kapitein Bligh van de Bounty keert terug in Engeland.

april
- 10 - Oprichting van het Amerikaans Patentbureau.
- 17 - overlijdingsdatum Benjamin Franklin

mei
- 29 - Rhode Island wordt de dertiende staat van de Verenigde Staten.

juni
- 19 - Baron Anacharsis de Cloots verschijnt aan de balie van de Franse Nationale Vergadering aan het hoofd van 36 buitenlanders, afkomstig uit vier werelddelen. De helft van de delegatie komt uit de Nederlandse Republiek. Onder de andere helft zijn een Chaldeeër, een Litouwse jood, en een man uit Tunesië en een uit Tripoli. Hij verklaart dat de wereld toetreedt tot de Verklaring van de Rechten van de Mens en de Burger.

juli
- 9 en 10 - De Zweden behalen een grote overwinning in de Tweede Zeeslag bij Svensksund. Dit is de grootste zeeslag die ooit in de Oostzee is uitgevochten, en een van de grootste zeeslagen aller tijden. Bijna de helft van de Russische schepen zinkt of wordt veroverd door de Zweden, de helft van de Russische manschappen wordt gedood of gevangengenomen.
- 14 - Pasquale Paoli, een Corsicaanse patriot en generaal, keert terug naar Corsica na 21 jaar ballingschap in Londen. Tot één van zijn bewonderaars behoort de jonge Corsicaanse officier Napoleon Bonaparte. Paoli krijgt de leiding over het Franse departement en vestigt een onafhankelijk bestuur.
- 27 - Pruisen sluit de Conventie van Reichenbach met Oostenrijk en laat de Belgische opstandelingen in de steek.
- 31 - Het eerste Amerikaans patent wordt verleend aan Samuel Hopkins uit Philadelphia voor een nieuw procedé om potas te maken.

augustus
- 1 - In de jonge USA wordt de eerste volkstelling afgesloten. De bevolking van de dertien staten wordt vastgesteld op 3.929.214.
- 4 - Oprichting door het Amerikaanse Congres, op aandringen van minister van Financiën Alexander Hamilton, van de Revenue-Marine, de voorloper van de kustwacht. De Revenue-Marine krijgt de taak tot het handhaven van de belastingwetten en alle andere maritieme wetten.
- 4 - Pasquale Paoli wordt in Corte ontvangen als een held en houdt een triomftocht, waar hij door de Corsicaanse bevolking en circa vijfhonderd van zijn aanhangers wordt ontvangen.
- 14 - Met de 'Vrede van Värälä' eindigt de Russisch-Zweedse Oorlog (1788-1790). De toestand van voor het conflict wordt hersteld.

oktober
- 20 - Stadhouder Willem V van Oranje-Nassau komt kijken naar het eerste Nederlandse stoomgemaal, dat in de Blijdorpse polder bij Rotterdam is gebouwd door het Bataafs genootschap voor proefondervindelijke wijsbegeerte.

december
- 2 - De Magistraat van Brussel geeft de stad over aan de Oostenrijkse generaal Blasius Columban von Bender.

zonder datum
- In Bredevoort wordt voor het eerst sinds de Reformatie van 1597 weer een rooms-katholieke kerk gesticht.

## Muziek
- Domenico Cimarosa schrijft de opera Il Maestro di capella

## Beeldende kunst

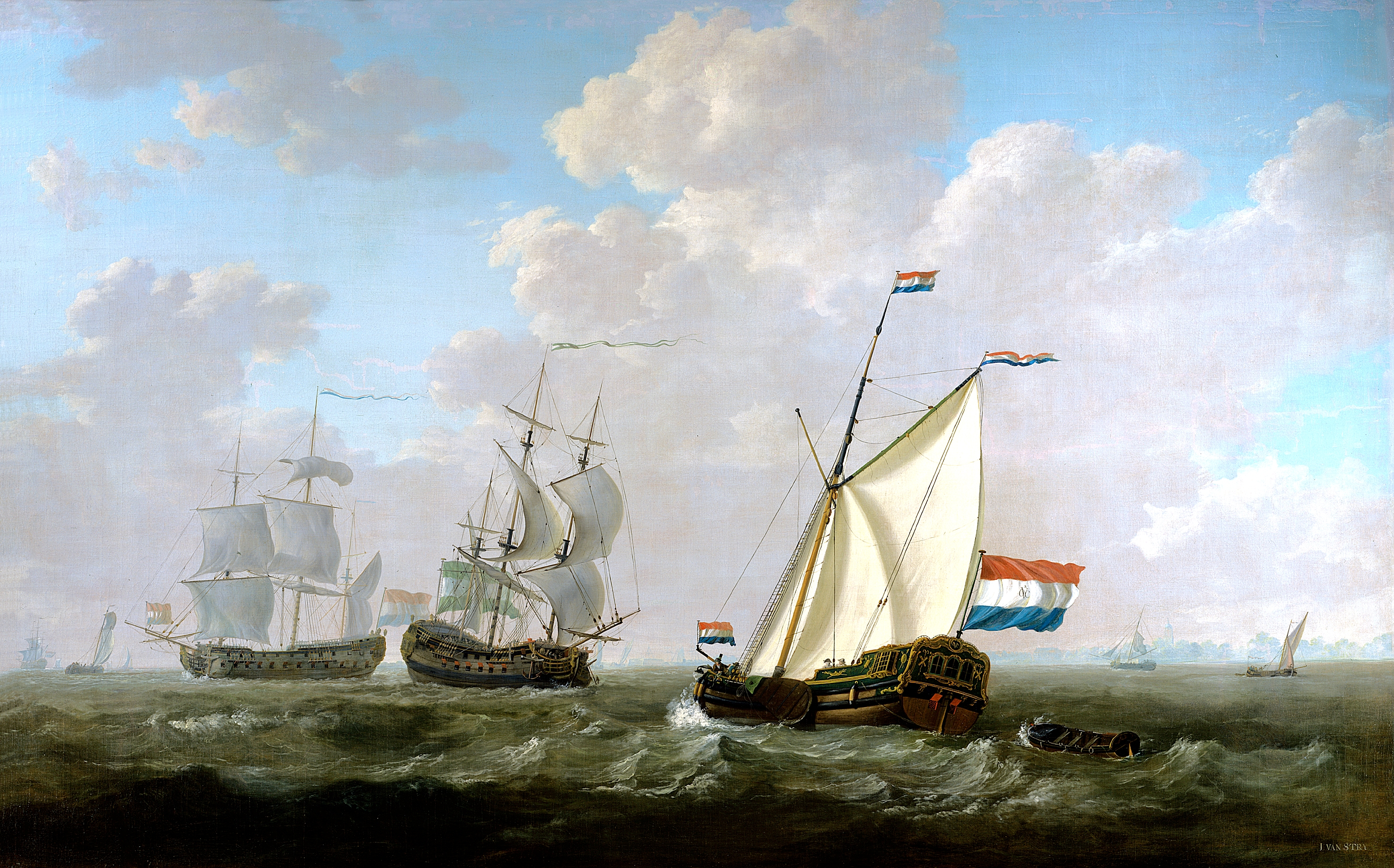
De rede van Hellevoetsluis (1790), Jacob van Strij, Maritiem Museum Rotterdam

## Bouwkunst

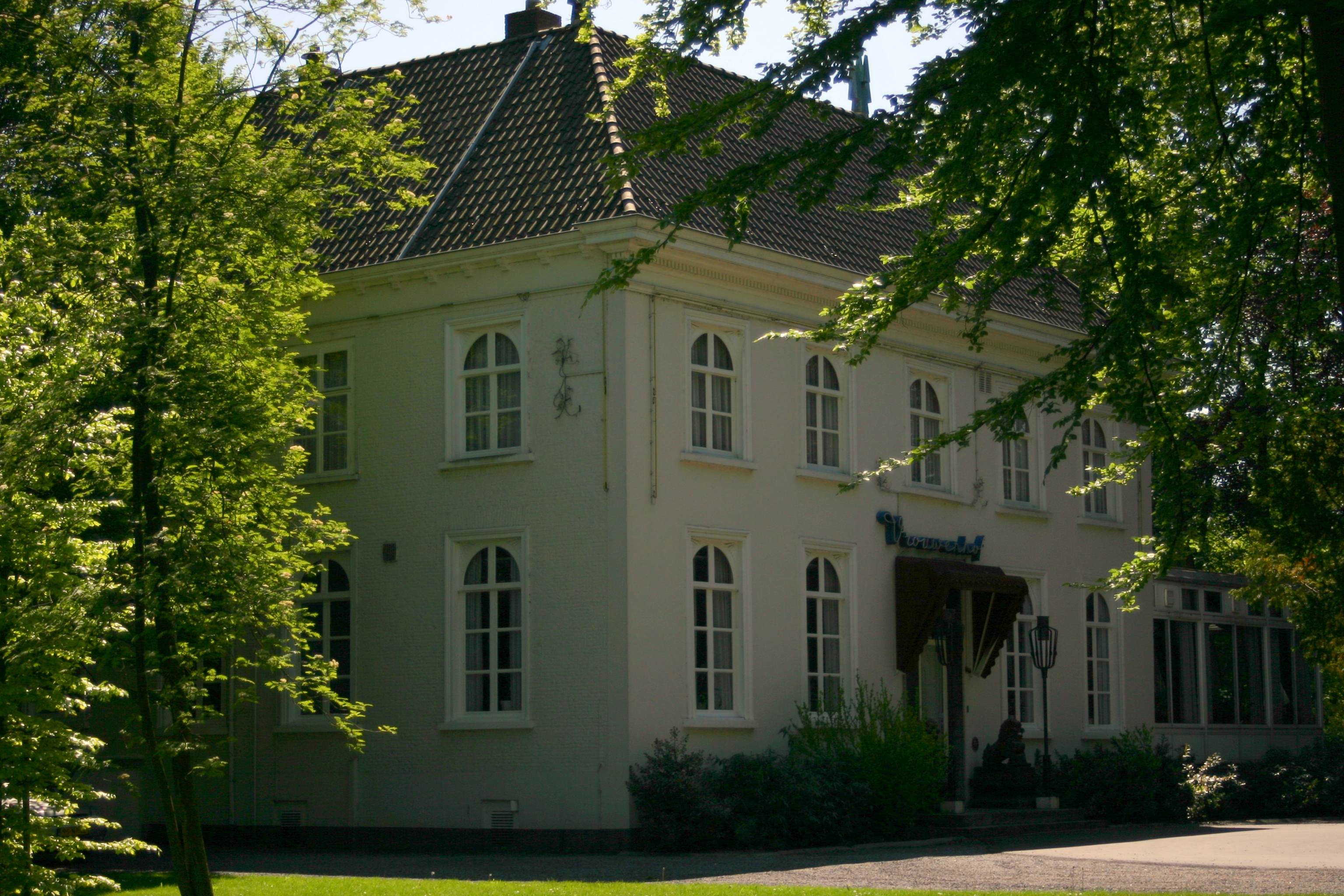
Vrouwenhof, Roosendaal (ca. 1790)

## Geboren
februari
- 3 - Gideon Mantell, Brits verloskundige, geoloog en archeoloog (overleden 1852)
- 14 - Louise-Joséphine Sarazin de Belmont, Franse kunstschilder (overleden 1870)

maart
- 28 - William Henry Hunt, Engels kunstschilder (overleden 1864)
- 29 - John Tyler, 10e president van de Verenigde Staten (overleden 1862)

mei
- 8 - Antonie Sminck Pitloo, Nederlands kunstschilder (overleden 1837)
- 23 - Rómulo Díaz de la Vega, Mexicaans politicus en militair (overleden 1867)
- 26 - Albert Goblet d'Alviella, Belgisch militair en politicus; premier 1832-1834 (overleden 1873)

augustus
- 3 - John Cockerill, Brits-Belgisch industrieel (overleden 1840)

oktober
- 21 - Alphonse de Lamartine, Frans dichter en staatsman (overleden 1869)
- 25 - Robert Stirling, Schots uitvinder van de stirlingmotor (overleden 1878)
- 28 - Bartholomeus Johannes van Hove, Nederlands kunstschilder en decorateur (overleden 1880)

november
- 12 - Letitia Tyler, Amerikaanse first lady (overleden 1842)

december
- 16 - Leopold I, koning der Belgen (overleden 1865)
- 23 - Jean-François Champollion, Frans taalkundige, grondlegger van de egyptologie (overleden 1832)

## Overleden
februari
- 20 - Keizer Jozef II van het Heilige Roomse Rijk (48)

maart
- 4 - Flora MacDonald, Schotse heldin van de jacobieten

april
- 17 - Benjamin Franklin (84), Amerikaans politicus en wetenschapper

mei
- 21 - Thomas Warton, Engels dichter en criticus

juli
- 1 - William Roy (64), Schots militair ingenieur en onderzoeker van de klassieke oudheid
- 17 - Adam Smith (67), Schots econoom

december
- 16 - Ludwig August Lebrun (38), Duits hoboïst en componist